# Trækfugle på jordsand
|  | Denne artikel er oprettet af botten PalnaBot ud fra en ekstern database. Den kan derfor have sproglige fejl eller mangler. Denne skabelon kan fjernes efter kontrol af indholdet. |

Trækfugle på jordsand er en film instrueret af Arthur Christiansen.

## Handling
Havmåger mellem strandasters. Havmågeunger. Vadehavet. Flodbølgen kommer. Flokke af måger, kobbersnepper og strandskader. Regnspover, gravænder, ryler, stenvender, svartbag-måger, andeflokke og vildgæs, edderfugle, strandskader, stormfugl. Måger, der flænser i ådslet af et strandet marsvin.